# Lee Duk-hee
Dans ce nom coréen, le nom de famille, Lee, précède le nom personnel.
Pour les articles homonymes, voir Lee.
Ne pas confondre avec la joueuse de tennis sud-coréen Lee Duck-hee.
Lee Duk-hee (née le 13 juillet 1953 dans le Jeolla du Nord) est une joueuse de tennis sud-coréenne, professionnelle dans les années 1970 et 1980.
En 1981, elle a joué le 4e tour à l'US Open (battue par Hana Mandlíková), sa meilleure performance en simple dans une épreuve du Grand Chelem.
Duk-hee Lee compte un titre en simple sur le circuit WTA, acquis en 1982 à Fort Myers.

## Palmarès

### Titre en simple dames
| No | Date       | Nom et lieu du tournoi                 | Catégorie | Dotation | Surface    | Finaliste      | Score    |          |
| -- | ---------- | -------------------------------------- | --------- | -------- | ---------- | -------------- | -------- | -------- |
| 1  | 04/01/1982 | Avon Futures of Fort Myers, Fort Myers | Futures   | 40 000 $ | Dur (int.) | Yvonne Vermaak | 6-0, 6-3 | Parcours |

### Finale en simple dames
Aucune

### Titre en double dames
Aucun

### Finale en double dames
Aucune

## Parcours en Grand Chelem

### En simple dames
| Année | Open d'Australie (janvier) | Open d'Australie (janvier) | Internationaux de France | Internationaux de France | Wimbledon      | Wimbledon        | US Open         | US Open         | Open d'Australie (décembre) | Open d'Australie (décembre) |
| 1973  | 2e tour (1/16)             | Karen Krantzcke            | -                        | -                        | -              | -                | -               | -               | n/a                         | n/a                         |
| 1980  | n/a                        | n/a                        | 2e tour (1/16)           | Petra Delhees            | 2e tour (1/32) | Lele Forood      | 2e tour (1/32)  | Candy Reynolds  | 1er tour (1/32)             | Naoko Sato                  |
| 1981  | n/a                        | n/a                        | 1er tour (1/64)          | Marie Neumanova          | 2e tour (1/32) | Rosalyn Fairbank | 4e tour (1/8)   | Hana Mandlíková | -                           | -                           |
| 1982  | n/a                        | n/a                        | 2e tour (1/32)           | Andrea Temesvári         | 2e tour (1/32) | Andrea Jaeger    | 3e tour (1/16)  | Kathy Rinaldi   | -                           | -                           |
| 1983  | n/a                        | n/a                        | 2e tour (1/32)           | Paula Smith              | 2e tour (1/32) | Kathy Jordan     | 1er tour (1/64) | K. Cummings     | -                           | -                           |

À droite du résultat, l’ultime adversaire.

### En double dames
| Année | Open d'Australie (janvier) | Open d'Australie (janvier) | Internationaux de France      | Internationaux de France  | Wimbledon                  | Wimbledon                | US Open                     | US Open                    | Open d'Australie (décembre) | Open d'Australie (décembre) |
| 1973  | -                          | -                          | 1er tour (1/16) Yang Jeong    | K. Kemmer Laura Rossouw   | -                          | -                        | -                           | -                          | n/a                         | n/a                         |
| 1980  | n/a                        | n/a                        | 1er tour (1/16) J. Harrington | Laura duPont R. McCallum  | -                          | -                        | -                           | -                          | 2e tour (1/8) E. Little     | Sylvia Hanika Kohde-Kilsch  |
| 1981  | n/a                        | n/a                        | 1er tour (1/32) Anne Minter   | R. Maršíková R. Tomanová  | 1er tour (1/32) J. Portman | Rosie Casals W. Turnbull | 1er tour (1/32) S. Gordon   | Sandy Collins K. Horvath   | -                           | -                           |
| 1982  | n/a                        | n/a                        | 1er tour (1/32) P. Vásquez    | Betty Stöve P. Teeguarden | 2e tour (1/16) R. Tomanová | Rosie Casals W. Turnbull | 1er tour (1/32) Lisa Bonder | A. M. Fernández Trey Lewis | -                           | -                           |
| 1983  | n/a                        | n/a                        | 3e tour (1/8) L. Romanov      | Jo Durie Anne Hobbs       | 1er tour (1/32) L. Romanov | Anne Minter E. Minter    | 2e tour (1/16) L. Romanov   | C. Bassett I. Madruga      | -                           | -                           |

Sous le résultat, la partenaire ; à droite, l’ultime équipe adverse.

### En double mixte
| Année | Open d'Australie (janvier), | Open d'Australie (janvier), | Internationaux de France | Internationaux de France | Wimbledon                    | Wimbledon                   | US Open | US Open | Open d'Australie (décembre), | Open d'Australie (décembre), |
| 1973  | n/a                         | n/a                         | -                        | -                        | 2e tour (1/32) Kim Sung-bae  | Pat Pretorius Ricky Buwalda | -       | -       | n/a                          | n/a                          |
| 1980  | n/a                         | n/a                         | -                        | -                        | 1er tour (1/32) S. Krulevitz | M. Rodríguez José Luis      | -       | -       | n/a                          | n/a                          |

Sous le résultat, le partenaire ; à droite, l’ultime équipe adverse.

## Parcours en Coupe de la Fédération
| #                                                                              | Date       | Lieu         | Surface         | Gagnante(s)                    | Perdante(s)                | Score         |          |
|                                                                                |            |              |                 |                                |                            |               |          |
| 1976 - 1er tour (groupe mondial) - Corée du Sud - Afrique du Sud - 0 : 3       |            |              |                 |                                |                            |               |          |
| 1                                                                              | 22/08/1976 | Philadelphie | Moquette (int.) | Linky Boshoff                  | Lee Duk-hee                | 7-5, 6-2      | Parcours |
|                                                                                |            |              |                 |                                |                            |               |          |
| 1977 - 1er tour (groupe mondial) - Mexique - Corée du Sud - 1 : 2              |            |              |                 |                                |                            |               |          |
| 2                                                                              | 13/06/1977 | Eastbourne   | Herbe (ext.)    | Lee Duk-hee                    | Alejandra Vallejo          | 6-3, 6-3      | Parcours |
|                                                                                |            |              |                 |                                |                            |               |          |
| 1977 - 2e tour (groupe mondial) - Grande-Bretagne - Corée du Sud - 3 : 0       |            |              |                 |                                |                            |               |          |
| 3                                                                              | 13/06/1977 | Eastbourne   | Herbe (ext.)    | Virginia Wade                  | Lee Duk-hee                | 6-1, 6-0      | Parcours |
| 3                                                                              | 13/06/1977 | Eastbourne   | Herbe (ext.)    | Sue Barker Virginia Wade       | Choi Kyeong-mi Lee Duk-hee | 6-1, 6-0      | Parcours |
|                                                                                |            |              |                 |                                |                            |               |          |
| 1979 - 1er tour (groupe mondial) - Allemagne de l'Ouest - Corée du Sud - 3 : 0 |            |              |                 |                                |                            |               |          |
| 4                                                                              | 30/04/1979 | Madrid       | Terre (ext.)    | Sylvia Hanika                  | Lee Duk-hee                | 6-1, 6-1      | Parcours |
| 4                                                                              | 30/04/1979 | Madrid       | Terre (ext.)    | Katja Ebbinghaus Sylvia Hanika | Lee Duk-hee Lee Soon-oh    | 6-1, 7-5      | Parcours |
|                                                                                |            |              |                 |                                |                            |               |          |
| 1980 - 1er tour (groupe mondial) - Corée du Sud - URSS - 1 : 2                 |            |              |                 |                                |                            |               |          |
| 5                                                                              | 19/05/1980 | Berlin       | Terre (ext.)    | Olga Morozova                  | Lee Duk-hee                | 6-3, 6-1      | Parcours |
| 5                                                                              | 19/05/1980 | Berlin       | Terre (ext.)    | Olga Morozova Olga Zaitseva    | Kim Soo-ok Lee Duk-hee     | 1-6, 6-4, 6-1 | Parcours |
|                                                                                |            |              |                 |                                |                            |               |          |
| 1981 - 1er tour (groupe mondial) - États-Unis - Corée du Sud - 3 : 0           |            |              |                 |                                |                            |               |          |
| 6                                                                              | 09/11/1981 | Tokyo        | Terre (ext.)    | Chris Evert                    | Lee Duk-hee                | 6-1, 6-3      | Parcours |
| 6                                                                              | 09/11/1981 | Tokyo        | Terre (ext.)    | Rosie Casals Kathy Jordan      | Kim Soo-ok Lee Duk-hee     | 6-2, 6-2      | Parcours |